# ヨニー・ティオ
ヨニー・ティオ（オランダ語: Johny Thio、1944年12月2日 - 2008年8月4日）は、ベルギーの元サッカー選手。元ベルギー代表。ポジションはLW。

## 経歴
1963年にクラブ・ブルッヘに加入し、左ウィンガーとして活躍した。クラブでは中心選手となり、主将としても長年活躍した。合計345試合、126得点の活躍を遂げ、1973年にはエールステ・アフデーリングを制覇、1968年と1970年にはベルギーカップを制覇した。
また、サッカーベルギー代表としても1965年から1972年にかけ18試合6得点の活躍をし、UEFA欧州選手権1972の際にもメンバー入りを果たした。
2008年8月4日に心臓発作により死去した。

## タイトル
クラブ・ブルッヘ
- エールステ・アフデーリング: 1972-73
- ベルギーカップ: 1968, 1970